# دهستان نانگکور
دهستان نانگکور (به لاتین: Nangkor Gewog) یک دهستان در کشور بوتان است که در ناحیهٔ ژهمگانگ واقع شده‌است.